# Ženski svetovni rekord v štafeti 4 x 400 m
Ženski svetovni rekord v štafeti 4 x 400 m. Prvi uradno priznani rekord je leta 1969 postavila sovjetska štafeta s časom 3:47,4, aktualni rekord pa je postavila sovjetska štafeta v postavi Tatjana Ledovska, Olga Nazarova, Marija Pinigina in Olga Brizgina 1. oktobra 1988 s časom 3:15,17. Mednarodna atletska zveza uradno priznava 15 rekordov.

## Razvoj rekorda
| Čas (s) | Država                        | Postava                                                          | Prizorišče | Datum              | Vir   |
| ------- | ----------------------------- | ---------------------------------------------------------------- | ---------- | ------------------ | ----- |
| 3:47,4  | Sovjetska zveza               | Ljudmila Finogenova Tatjana Medvedeva Tamara Vojtenko Olga Klein | Moskva     | 30. maj 1969       | [ 1 ] |
| 3:43,2  | Latvija                       | Lilita Zagere Anna Dundare Ingrid Verbele Sarmite Shtula         | Minsk      | 1. junij 1969      | [ 1 ] |
| 3:37,6  | Združeno kraljestvo           | Jenny Pawsey Pauline Attwood Janet Simpson Lillian Board         | London     | 22. junij 1969     | [ 1 ] |
| 3:34,2  | Francija                      | Michèle Mombet Éliane Jacq Nicole Duclos Colette Besson          | Colombes   | 6. julij 1969      | [ 1 ] |
| 3:33,9  | Zvezna republika Nemčija      | Christa Czekay Antje Gleichfeld Inge Bödding Christel Frese      | Atene      | 19. september 1969 | [ 1 ] |
| 3:30,8  | Združeno kraljestvo           | Rosemary Stirling Patricia Lowe Janet Simpson Lillian Board      | Atene      | 20. september 1969 | [ 1 ] |
| 3:30,8  | Francija                      | Bernadette Martin Nicole Duclos Eliane Jacq Colette Besson       | Atene      | 20. september 1969 | [ 1 ] |
| 3:29,3  | Nemška demokratična republika | Monika Zehrt Rita Kühne Ingelore Lohse Helga Seidler             | Helsinki   | 15. avgust 1971    | [ 1 ] |
| 3:28,8  | Nemška demokratična republika | Dagmar Käsling Helga Seidler Monika Zehrt Brigitte Rohde         | Colombes   | 5. julij 1972      | [ 1 ] |
| 3:28,48 | Nemška demokratična republika | Dagmar Käsling Rita Kühne Helga Seidler Monika Zehrt             | München    | 9. september 1972  | [ 1 ] |
| 3:22,95 | Nemška demokratična republika | Dagmar Käsling Rita Kühne Helga Seidler Monika Zehrt             | München    | 10. september 1972 | [ 1 ] |
| 3:19,23 | Nemška demokratična republika | Doris Maletzki Brigitte Rohde Ellen Streidt Christina Lathan     | Montreal   | 31. julij 1976     | [ 1 ] |
| 3:19,04 | Nemška demokratična republika | Kirsten Emmelmann Sabine Busch Dagmar Neubauer Marita Koch       | Atene      | 11. september 1982 | [ 1 ] |
| 3:15,92 | Nemška demokratična republika | Gesine Walther Sabine Busch Dagmar Neubauer Marita Koch          | Erfurt     | 3. junij 1984      | [ 1 ] |
| 3:15,17 | Sovjetska zveza               | Tatjana Ledovska Olga Nazarova Marija Pinigina Olga Brizgina     | Seul       | 1. oktober 1988    | [ 1 ] |